# Parki narodowe w Niemczech

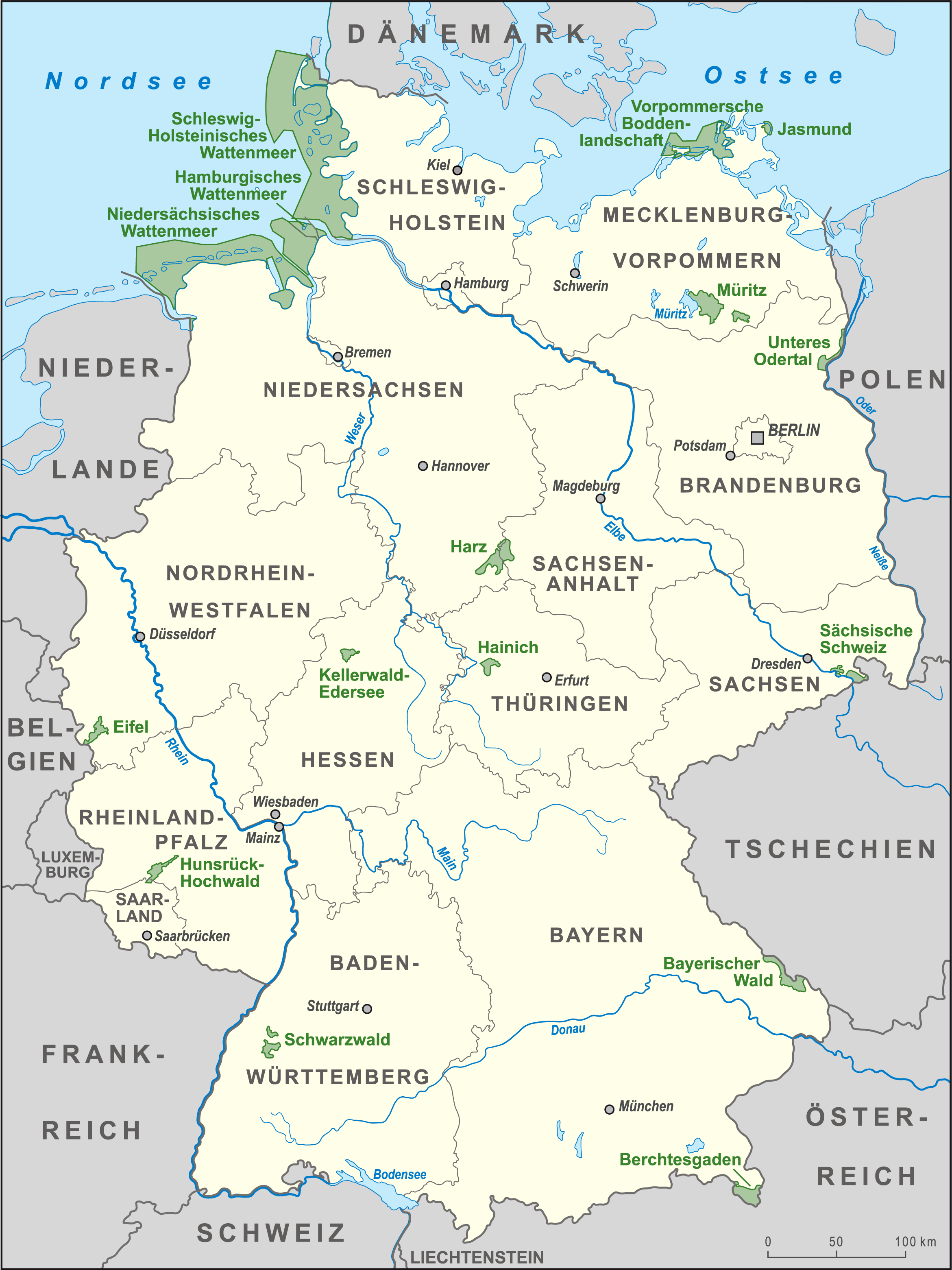
Mapa niemieckich parków narodowych

Na terenie Niemiec utworzono 16 parków narodowych o łącznej powierzchni 10 478,59 km² (stan z listopada 2015 r.), z czego jedynie 2145,58 km² znajduje się na lądzie, a 8333,01 km² chroni przybrzeżne obszary Morza Północnego i Morza Bałtyckiego. W marcu 2015 r. powołano do istnienia Park Narodowy Hunsrück-Hochwald; w dalszej przyszłości rozpatrywane jest utworzenie kolejnych parków. Krótko, w latach 1998–1999 istniał Park Narodowy Elbetalaue, rozwiązany z przyczyn niespełniania wymogów formalnych.
| Lp.     | Nazwa | Data utworzenia | Obszar [km²] | Położenie na mapie Niemiec                                                       | Widok |
| ------- | --- | --------------- | ------------ | -------------------------------------------------------------------------------- | ----- |
| 1.      | Park Narodowy Lasu Bawarskiego (niem. Nationalpark Bayerischer Wald)                                                                       | 1970            | 242,17       | Mapa konturowa Niemiec, na dole po prawej znajduje się punkt                     |       |
| 2.      | Park Narodowy Berchtesgaden (także rezerwat biosfery) (niem. Nationalpark Berchtesgaden)                                                   | 1978            | 208,04       | Mapa konturowa Niemiec, blisko dolnej krawiędzi po prawej znajduje się punkt     |       |
| 3.      | Park Narodowy Szlezwicko-Holsztyńskiego Morza Wattowego (także rezerwat biosfery) (niem. Nationalpark Schleswig-Holsteinisches Wattenmeer) | 1985            | 4415,0       | Mapa konturowa Niemiec, blisko górnej krawiędzi nieco na lewo znajduje się punkt |       |
| 4.      | Park Narodowy Dolnosaksońskiego Morza Wattowego (także rezerwat biosfery) (niem. Nationalpark Niedersächsisches Wattenmeer)                | 1986            | 3450,0       | Mapa konturowa Niemiec, u góry po lewej znajduje się punkt                       |       |
| 5.      | Park Narodowy Hamburskiego Morza Wattowego (także rezerwat biosfery) (niem. Nationalpark Hamburgisches Wattenmeer)                         | 1990            | 137,5        | Mapa konturowa Niemiec, u góry po lewej znajduje się punkt                       |       |
| 6.      | Park Narodowy Jasmund (niem. Nationalpark Jasmund)                                                                                         | 1990            | 30,7         | Mapa konturowa Niemiec, blisko górnej krawiędzi po prawej znajduje się punkt     |       |
| 7.      | Park Narodowy Müritz (niem. Müritz-Nationalpark)                                                                                           | 1990            | 322,0        | Mapa konturowa Niemiec, u góry po prawej znajduje się punkt                      |       |
| 8.      | Park Narodowy Saskiej Szwajcarii (niem. Nationalpark Sächsische Schweiz)                                                                   | 1990            | 93,5         | Mapa konturowa Niemiec, po prawej znajduje się punkt                             |       |
| 9.      | Park Narodowy Doliny Dolnej Odry (niem. Nationalpark Unteres Odertal)                                                                      | 1990            | 103,23       | Mapa konturowa Niemiec, u góry po prawej znajduje się punkt                      |       |
| 10.     | Park Narodowy Vorpommersche Boddenlandschaft (niem. Nationalpark Vorpommersche Boddenlandschaft)                                           | 1990            | 786,0        | Mapa konturowa Niemiec, blisko górnej krawiędzi po prawej znajduje się punkt     |       |
| 11.     | Park Narodowy Hainich (niem. Nationalpark Hainich)                                                                                         | 1997            | 75,13        | Mapa konturowa Niemiec, w centrum znajduje się punkt                             |       |
| 12.     | Park Narodowy Eifel (niem. Nationalpark Eifel)                                                                                             | 2004            | 107,7        | Mapa konturowa Niemiec, blisko lewej krawiędzi znajduje się punkt                |       |
| 13.     | Park Narodowy Kellerwald-Edersee (niem. Nationalpark Kellerwald-Edersee)                                                                   | 2004            | 57,38        | Mapa konturowa Niemiec, blisko centrum na lewo znajduje się punkt                |       |
| 14.     | Park Narodowy Harzu (niem. Nationalpark Harz)                                                                                              | 2006            | 247,32       | Mapa konturowa Niemiec, w centrum znajduje się punkt                             |       |
| 15.     | Park Narodowy Schwarzwaldu (niem. Nationalpark Schwarzwald)                                                                                | 2013            | 100,62       | Mapa konturowa Niemiec, na dole po lewej znajduje się punkt                      |       |
| 16.     | Park Narodowy Hunsrück-Hochwald (niem. Nationalpark Hunsrück-Hochwald)                                                                     | 2015            | 102,3        | Mapa konturowa Niemiec, po lewej nieco na dole znajduje się punkt                |       |
| Ogółem: | |                 | 10478,59     |                                                                                  |       |